# Велика Британія на зимових Олімпійських іграх 1984
Велика Британія брала участь у Зимових Олімпійських іграх 1984 року у Сараєво (Югославія) учотирнадцяте і завоювала одну золоту медаль. Збірну країни представляли 50 спортсменів (37 чоловіків та 13 жінок).

## Золото
- Фігурне катання, пари — Джейн Торвілл та Крістофер Дін.

## Результати

### Гірськолижний спорт
Чоловіки
| Спортсмен       | Дисципліна       | Спуск 1 | Спуск 1 | Спуск 2 | Спуск 2 | Всього  | Всього |
| Спортсмен       | Дисципліна       | Час     | Місце   | Час     | Місце   | Час     | Місце  |
| --------------- | ---------------- | ------- | ------- | ------- | ------- | ------- | ------ |
| Фредерік Бартон | Швидкісний спуск |         |         |         |         | 1:51.15 | 37     |
| Коннор О'Браєн  | Швидкісний спуск |         |         |         |         | 1:50.36 | 33     |
| Ґрегем Белл     | Швидкісний спуск |         |         |         |         | 1:50.06 | 32     |
| Мартін Белл     | Швидкісний спуск |         |         |         |         | 1:48.00 | 18     |
| Фредерік Бартон | Giant Слалом     | 1:30.32 | 42      | 1:30.23 | 38      | 3:00.55 | 39     |
| Ніколас Вілсон  | Giant Слалом     | 1:29.26 | 37      | 1:30.23 | 38      | 2:59.49 | 38     |
| Мартін Белл     | Giant Слалом     | 1:28.42 | 34      | 1:28.08 | 33      | 2:56.50 | 32     |
| Девід Мерсер    | Giant Слалом     | 1:27.81 | 33      | 1:28.83 | 34      | 2:56.64 | 33     |
| Девід Мерсер    | Слалом           | DNF     | —       | —       | —       | DNF     | —      |
| Ніколас Вілсон  | Слалом           | 57.33   | 27      | 54.75   | 16      | 1:52.08 | 16     |

Жінки
| Спортсмен | Дисципліна       | Спуск 1 | Спуск 1 | Спуск 2 | Спуск 2 | Всього | Всього |
| Спортсмен | Дисципліна       | Час     | Місце   | Час     | Місце   | Час    | Місце  |
| --------- | ---------------- | ------- | ------- | ------- | ------- | ------ | ------ |
| Клер Бут  | Швидкісний спуск |         |         |         |         | DNF    | —      |
| Леслі Бек | Слалом           | DNF     | —       | —       | —       | DNF    | —      |

### Біатлон
Чоловіки
| Дисципліна   | Спортсмен     | Промахи 1 | Час     | Місце |
| ------------ | ------------- | --------- | ------- | ----- |
| 10 км Спринт | Тревор Кінґ   | 5         | 36:34.4 | 51    |
| 10 км Спринт | Ґрем Ферґюсон | 4         | 35:37.3 | 44    |
| 10 км Спринт | Джим Вуд      | 2         | 33:40.2 | 26    |

| Дисципліна | Спортсмен       | Час       | Штрафи | Штрафний час 2 | Місце |
| ---------- | --------------- | --------- | ------ | -------------- | ----- |
| 20 км      | Тоні Маклеод    | 1'17:34.5 | 8      | 1'25:34.5      | 44    |
| 20 км      | Чарльз Макайвор | 1'16:37.5 | 7      | 1'23:37.5      | 37    |
| 20 км      | Джим Вуд        | 1'14:55.8 | 4      | 1'18:55.8      | 14    |

Чоловіча естафета 4 x 7,5 км
| Спортсмени                                           |     |           |    |
| Промахи 1                                            | Час | Місце     |    |
| ---------------------------------------------------- | --- | --------- | -- |
| Джим Вуд Patrick Howdle Тоні Маклеод Чарльз Макайвор | 0   | 1'46:17.2 | 12 |

1За промах спортсмен повинен був пробігти на лижах 150 метрів штрафного кола. 

2Одна хвилина додана за промах.

### Бобслей
| Сани  | Спортсмени                 | Дисципліна | Заїзд 1 | Заїзд 1 | Заїзд 2 | Заїзд 2 | Заїзд 3 | Заїзд 3 | Заїзд 4 | Заїзд 4 | Всього  | Всього |
| Сани  | Спортсмени                 | Дисципліна | Час     | Місце   | Час     | Місце   | Час     | Місце   | Час     | Місце   | Час     | Місце  |
| ----- | -------------------------- | ---------- | ------- | ------- | ------- | ------- | ------- | ------- | ------- | ------- | ------- | ------ |
| GBR-1 | Том Де Ла Ганті Пітер Ланд | Двійки     | 53.17   | 18      | 53.34   | 18      | 53.53   | 27      | 53.09   | 19      | 3:33.13 | 21     |
| GBR-2 | Ґомер Ллойд Peter Brugnani | Двійки     | 52.80   | 14      | 52.73   | 9       | 52.26   | 10      | 52.57   | 13      | 3:30.36 | 10     |

| Сани  | Спортсмени                                          | Дисципліна | Заїзд 1 | Заїзд 1 | Заїзд 2 | Заїзд 2 | Заїзд 3 | Заїзд 3 | Заїзд 4 | Заїзд 4 | Всього  | Всього |
| Сани  | Спортсмени                                          | Дисципліна | Час     | Місце   | Час     | Місце   | Час     | Місце   | Час     | Місце   | Час     | Місце  |
| ----- | --------------------------------------------------- | ---------- | ------- | ------- | ------- | ------- | ------- | ------- | ------- | ------- | ------- | ------ |
| GBR-1 | Майкл Паг Тоні Веллінґтон Коррі Браун Марк Тот      | Четвірки   | 51.52   | 21      | 51.84   | 20      | 51.68   | 20      | 51.89   | 21      | 3:26.93 | 20     |
| GBR-2 | Ґомер Ллойд Говард Сміт Ґас Маккензі Петер Бруґнані | Четвірки   | 51.15   | 17      | 51.11   | 10      | 51.44   | 13      | 51.64   | 18      | 3:25.34 | 15     |

### Лижні перегони
Чоловіки
| Дисципліна | Спортсмен      | Час       | Місце |
| ---------- | -------------- | --------- | ----- |
| 15 км      | Мартін Ваткінс | 49:08.7   | 63    |
| 15 км      | Майк Діксон    | 48:18.6   | 60    |
| 15 км      | Марк Мур       | 47:03.2   | 58    |
| 15 км      | Джон Спортсвуд | 46:53.7   | 57    |
| 30 км      | Стефен Дегліш  | 1'44:04.3 | 58    |
| 30 км      | Джон Спортсвуд | 1'42:23.3 | 54    |
| 30 км      | Ендрю Роулін   | 1'41:33.9 | 52    |
| 30 км      | Марк Мур       | 1'40:22.2 | 50    |
| 50 км      | Джон Спортсвуд | 2'38:03.2 | 45    |
| 50 км      | Марк Мур       | 2'36:32.8 | 44    |

Чоловіча естафета 4 x 10 км
| Спортсмени                                       | Час       | Місце |
| ------------------------------------------------ | --------- | ----- |
| Марк Мур Ендрю Роулін Майк Діксон Джон Спортсвуд | 2'10:09.9 | 14    |

Жінки
| Дисципліна | Спортсмен         | Час       | Місце |
| ---------- | ----------------- | --------- | ----- |
| 5 км       | Кароліна Брайттан | 21:44.3   | 50    |
| 5 км       | Нікола Лавері     | 21:08.5   | 47    |
| 5 км       | Доріс Трумен      | 21:05.6   | 46    |
| 5 км       | Рос Коатс         | 20:16.7   | 44    |
| 10 км      | Лорен Джеффрі     | 40:11.2   | 48    |
| 10 км      | Доріс Трумен      | 39:28.4   | 47    |
| 10 км      | Нікола Лавері     | 39:05.2   | 46    |
| 10 км      | Рос Коатс         | 38:12.2   | 45    |
| 20 км      | Нікола Лавері     | 1'16:24.0 | 39    |
| 20 км      | Рос Коатс         | 1'11:24.1 | 36    |

Жіноча естафета 4 x 5 км
| Спортсмени                                         | Час       | Місце |
| -------------------------------------------------- | --------- | ----- |
| Лорен Джеффрі Нікола Лавері Доріс Трумен Рос Коатс | 1'18:36.2 | 11    |

### Фігурне катання
Чоловіки
| Спортсмен    | CF | SP | FS | TFP  | Місце |
| ------------ | -- | -- | -- | ---- | ----- |
| Пол Робінсон | 21 | 20 | 22 | 42.6 | 22    |

Жінки
| Спортсмен             | CF | SP | FS | TFP  | Місце |
| --------------------- | -- | -- | -- | ---- | ----- |
| Сьюзен Джексон Вагнер | 19 | 17 | 15 | 33.2 | 17    |

Пари
| Спортсмени                  | SP | FS | TFP  | Місце |
| --------------------------- | -- | -- | ---- | ----- |
| Сьюзен Ґарланд Ієн Дженкінс | 12 | 14 | 20.0 | 14    |

Танці на льоду
| Спортсмени                  | CD | OD | FD | TFP  | Місце |
| --------------------------- | -- | -- | -- | ---- | ----- |
| Венді Сешнс Стефен Вілльямс | 12 | 11 | 11 | 22.4 | 11    |
| Карен Барбер Нікі Слейтер   | 5  | 6  | 6  | 11.6 | 6     |
| Джейн Торвілл Крістофер Дін | 1  | 1  | 1  | 2.0  | 1     |

### Санний спорт
Чоловіки
| Спортсмен    | Заїзд 1 | Заїзд 1 | Заїзд 2 | Заїзд 2 | Заїзд 3 | Заїзд 3 | Заїзд 4 | Заїзд 4 | Всього   | Всього |
| Спортсмен    | Час     | Місце   | Час     | Місце   | Час     | Місце   | Час     | Місце   | Час      | Місце  |
| ------------ | ------- | ------- | ------- | ------- | ------- | ------- | ------- | ------- | -------- | ------ |
| Майк Говард  | 50.415  | 30      | 50.090  | 30      | 48.343  | 27      | 48.315  | 27      | 3:17.163 | 26     |
| Кріс Прентіс | 50.033  | 28      | 50.074  | 29      | 50.384  | 30      | 49.283  | 29      | 3:19.774 | 29     |
| Андре Усборн | 49.901  | 27      | 49.853  | 28      | 49.447  | 29      | 48.438  | 28      | 3:17.639 | 27     |

Жінки
| Спортсмен   | Заїзд 1 | Заїзд 1 | Заїзд 2 | Заїзд 2 | Заїзд 3 | Заїзд 3 | Заїзд 4 | Заїзд 4 | Всього | Всього |
| Спортсмен   | Час     | Місце   | Час     | Місце   | Час     | Місце   | Час     | Місце   | Час    | Місце  |
| ----------- | ------- | ------- | ------- | ------- | ------- | ------- | ------- | ------- | ------ | ------ |
| Клер Шерред | 45.580  | 27      | 45.062  | 25      | 45.324  | 23      | DSQ     | —       | DSQ    | —      |

### Ковзанярський спорт
Чоловіки
| Дисципліна | Спортсмен    | Час     | Місце |
| ---------- | ------------ | ------- | ----- |
| 1500 м     | Браян Карбіс | 2:13.25 | 39    |
| 5000 м     | Браян Карбіс | 8:01.44 | 41    |